# Banjar Guntung
Banjar Guntung is een bestuurslaag in het regentschap Kuantan Singingi van de provincie Riau, Indonesië. Banjar Guntung telt 974 inwoners (volkstelling 2010).